# Crepidodera aurata
Crepidodera aurata là một loài bọ cánh cứng trong họ Chrysomelidae.